# دسامبر (فیلم ۲۰۰۵)
«دسامبر» (انگلیسی: December (2005 film)) یک فیلم است که در سال ۲۰۰۵ منتشر شد.